# آتش‌نشانان (فیلم)
آتش‌نشانان (انگلیسی: Fire Fighters) یک فیلم به کارگردانی چارلی چیس و تام مک‌نامارا است که در سال ۱۹۲۲ منتشر شد.